# Lennard Hofstede
Lennard Hofstede (Poeldijk, Westland, 29 de desembre de 1994) és un ciclista neerlandès. Va ser professional del 2017 al 2023. En el seu palmarès destaca el Roine-Alps Isera Tour de 2016.

## Palmarès
- 2012
  - Vencedor d'una etapa als Tres dies d'Axel
- 2016
  - 1r al Roine-Alps Isera Tour i vencedor d'una etapa

### Resultats a la Volta a Espanya
- 2017. Abandona (12a etapa)
- 2019. 152è de la classificació general
- 2020. 51è de la classificació general
- 2021. 128è de la classificació general

### Resultats al Giro d'Itàlia
- 2018. 144è de la classificació general